# حسین‌آباد (اقلید)
حسین‌آباد (اقلید)، روستایی از توابع بخش مرکزی شهرستان اقلید در استان فارس ایران است.

## جمعیت
این روستا در دهستان خنجشت قرار دارد و براساس سرشماری مرکز آمار ایران در سال ۱۳۸۵، جمعیت آن ۲۸۱ نفر (۶۱خانوار) بوده‌است.